# Граф Маунт-Эджкамб

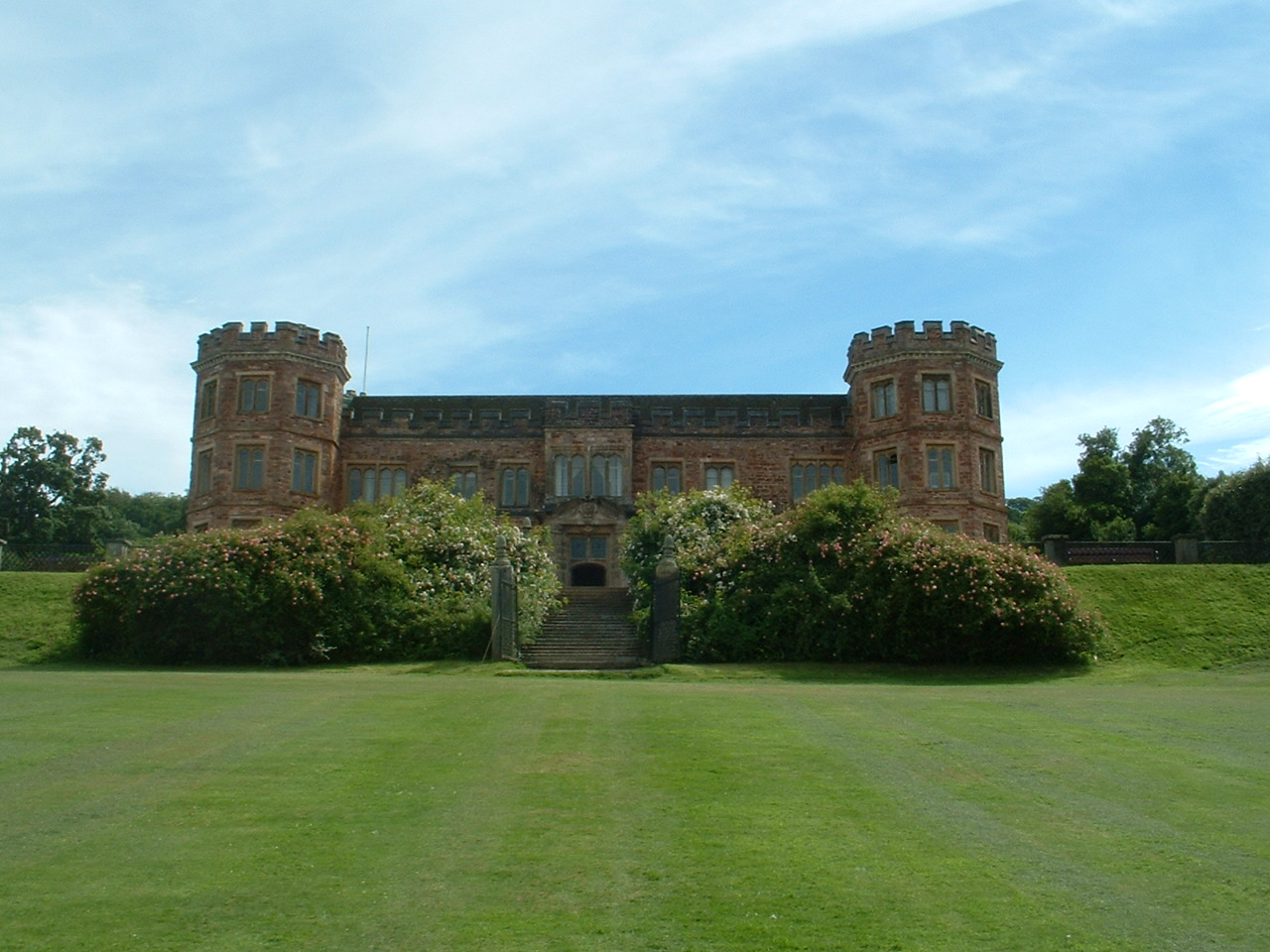
Маунт-Эджкамб-хаус, прежняя фамильная резиденция рода Эджкамбов

Граф Маунт-Эджкамб (англ. Earl of Mount Edgcumbe) — наследственный титул в системе Пэрства Великобритании.

## История
Титул графа Маунт-Эджкамба был создан 31 августа 1789 года для Джорджа Эджкамба, 3-го барона Маунт-Эджкамба (1720—1795). Семья Эджкамбов происходит от сэра Пирса Эджкамба (ум. 1539) из Котехела в Корнуолле, который благодаря браку приобрёл имение Маунт-Эджкамб близ Плимута в начале XVI века. Его потомок Ричард Эджкамб (1680—1758) был крупным политиком, занимал посты генерального казначея Ирландии и канцлера герцогства Ланкастерского. В 1742 году для него был создан титул барона Эджкамба из Маунт-Эджкамб в графстве Девон (пэрство Великобритании). Ему наследовал его старший сын, Ричард Эджкамб, 2-й барон Эджкамб (1716—1761). Он представлял Плимптон-Эрл, Лостуитил и Пенрин в Палате общин, а также являлся лордом-лейтенантом Корнуолла. После его смерти перешел к его младшему брату, Джорджу Эджкамбу, 3-му барону Эджкамбу (1720—1795). Он носил чин адмирала королевского флота, а также такие политические должности, как казначея Хаусхолда (1765—1766) и капитана почётного корпуса телохранителей (1772—1782). В 1781 году для него был создан титул виконта Маунт-Эджкамба и Валлеторта, а в 1789 году он получил титул графа Маунт-Эджкамба. Оба титула являлись пэрством Великобритании.
Ему наследовал его сын, Ричард Эджкамб, 2-й граф Маунт-Эджкамб (1764—1839). Он заседал в Палате общин от Лостуитила и Фоуи, а также служил лордом-лейтенантом Корнуолла (1795—1839). Его преемником стал второй сын, Эрнест Огастес Эджкамб, 3-й граф Маунт-Эджкамб (1797—1861). Он также представлял Лостуитил и Фоуи в Палате общин. Его сын, Уильям Генри Эджкамб, 4-й граф Маунт-Эджкамб (1832—1917), был консервативным политиком, служил камергером королевского двора (1879—1880) и лордом-стюардом королевского двора (1885—1886, 1886—1892). Его титулы перешли к его сыну, Пирсу Александру Гамильтону Эджкамбу, 5-му графу Маунт-Эджкамбу (1865—1944). Он занимал почётный пост лорда-хранителя рудников (1913—1944). Его преемником стал троюродный брат, Кенельм Уильям Эдвард Эджкамб, 6-й граф Маунт-Эджкамб (1873—1965). Он был внуком достопочтенного Джорджа Эджкамба, младшего сына 2-го графа. Ему наследовал его двоюродный дядя, Эдвард Пирс Эджкамб, 7-й граф Маунт-Эджкамб (1903—1982). Он был внуком Эдуарда Мортимера Эджкамба, второго сына достопочтенного Джорджа Эдкамба, младшего сына 2-го графа.
По состоянию на 2025 год, обладателем графского титула является его племянник, Пирс Валлеторт Эджкамб, 8-й граф Маунт-Эджкамб (род. 1946), сменивший своего сводного брата  Роберта Чарльза Эджкамба, 8-го графа Маунт-Эджкамба (1939—2021) в 2021 году. Он является старшим сыном Джорджа Обри Валлеторта Эджкамба, брата 7-го графа Маунт-Эджкамба, от второго брака
Титул учтивости наследника графа — «Виконт Валлеторт».
Старая фамильная резиденция графов Маунт-Эджкамб — Маунт-Эджкамб-хаус в окрестностях Плимута. В настоящее время — Эджкамб-хаус возле Плимута.

## Бароны Эджкамб (1742)
- 1742—1758: Ричард Эджкамб, 1-й барон Эджкамб (23 апреля 1680 — 22 ноября 1758), сын сэра Ричарда Эджкамба (1640—1688) и Энн Монтегю (1656—1729);
- 1758—1761: Ричард Эджкамб, 2-й барон Эджкамб (2 августа 1716 — 10 мая 1761), старший сын предыдущего;
- 1761—1795: Джордж Эджкамб, 3-й барон Эджкамб (3 марта 1720 — 4 февраля 1795), второй сын 1-го барона, виконт Маунт-Эджкамб с 1781 года и граф Маунт-Эджкамб с 1789 года.

## Графы Маунт-Эджкамб (1789)
- 1789—1795: Джордж Эджкамб, 1-й граф Маунт-Эджкамб (3 марта 1720 — 4 февраля 1795), младший сын 1-го барона Эджкамба;
- 1795—1839: Ричард Эджкамб, 2-й граф Маунт-Эджкамб (13 сентября 1764 — 26 сентября 1839), единственный сын предыдущего;
- 1839—1861: Эрнест Огастес Эджкамб, 3-й граф Маунт-Эджкамб (23 марта 1797 — 3 сентября 1861), второй сын предыдущего;
- 1861—1917: Уильям Генри Эджкамб, 4-й граф Маунт-Эджкамб (5 ноября 1832 — 25 сентября 1917), старший сын предыдущего;
- 1917—1944: Пирс Александр Гамильтон Эджкамб, 5-й граф Маунт-Эджкамб (2 июля 1865 — 10 апреля 1944), единственный сын предыдущего;
- 1944—1965: Кенельм Уильям Эдвард Эджкамб, 6-й граф Маунт-Эджкамб (9 октября 1873 — 10 февраля 1965), сын Ричарда Джона Фредерика Эджкамба (1843—1937), внук Джорджа Эджкамба (1800—1885) и правнук 2-го графа Маунт-Эджкамба;
- 1965—1982: Эдвард Пирс Эджкамб, 7-й граф Маунт-Эджкамб (13 июля 1903 — 9 декабря 1982), старший сын Джорджа Валлеторта Эджкамба (1869—1947), внук Эдварда Мортимера Эджкамба (1847—1890) и правнук Джорджа Эджкамба (1800—1885), сына 2-го графа Маунт-Эджкамба;
- 1982—2021: Роберт Чарльз Эджкамб, 8-й граф Маунт-Эджкамб (1 июня 1939 — 12 июня 2021), младший сын Джорджа Обри Валлеторта Эджкамба (1907—1977) от первого брака, потомок Джорджа Эджкамба (1800—1885), младшего сына 2-го графа;
- 2021 — настоящее время: Пирс Валлеторт Эджкамб, 8-й граф Маунт-Эджкамб (род. 23 октября 1946), сводный брат предыдущего, старший сын Джорджа Обри Валлеторта Эджкамба от второго брака;
  - Наследник: достопочтенный Кристофер Джордж Мортимер Эджкамб (род. 1950), младший брат предыдущего;
    - Второй наследник: Дуглас Джордж Валлеторт Эджкамб (род. 1985), единственный сын предыдущего.